# Lisa Bloom
Lisa Read Bloom (née Bray; Filadélfia, 22 de setembro de 1961) é uma advogada americana conhecida por representar mulheres cujas alegações de assédio sexual precipitaram a demissão de Bill O'Reilly da Fox News e por aconselhar Harvey Weinstein em meio a alegações de abuso sexual.
Bloom fundou e é proprietária da Bloom Firm, uma firma de advocacia de direitos civis que representou clientes que incluem Kathy Griffin e Mischa Barton. Bloom também foi âncora de Lisa Bloom: Open Court (anteriormente Bloom and Politan: Open Court), um programa de notícias jurídicas ao vivo de duas horas no In Session, da truTV, de 2006 a 2009.
Bloom é a único filha da advogada de direitos civis Gloria Allred e Peyton Huddleston Bray Jr.

## Infância e educação
Bloom nasceu Lisa Read Bray, filha de Gloria Bloom (mais tarde Allred) e Peyton Huddleston Bray Jr. Sua mãe é descendente de judeus. O casamento dos pais teve vida curta — eles se casaram e se divorciaram enquanto estavam na faculdade. Peyton Bray, que sofria de transtorno bipolar, mais tarde se matou, e Bloom posteriormente adotou o nome de batismo de sua mãe. Quando Bloom tinha sete anos, sua mãe se casou com William C. Allred. Bloom é bacharel pela UCLA, onde se formou em Phi Beta Kappa e foi campeã do National College Debate. Ela recebeu seu diploma de J.D. na Yale Law School em 1986.

## Carreira

### Início de carreira
Depois de se formar na faculdade de direito, Bloom começou sua carreira em Nova Iorque e, em 1991, trabalhou no escritório de advocacia de sua mãe, Allred, Maroko & Goldberg, ajudando a processar sem sucesso os Escoteiros da América por discriminação sexual em nome de Katrina Yeaw, uma garota que queria ingressar na organização. Enquanto estava na empresa de sua mãe, Bloom também entrou com uma ação de abuso sexual infantil contra a Igreja Católica Romana e processou a polícia de Los Angeles.

### Carreira posterior
Em 2001, Bloom deixou a empresa de sua mãe, tendo desenvolvido uma carreira na área de cabo noticias, eventualmente atuando como analista jurídico na CBS News, CNN, HLN e MSNBC, e aparecendo no The Early Show, The Insider, Dr. Phil, Dr. Drew, The Situation Room, Reliable Sources, The Joy Behar Show, Issues with Jane Velez-Mitchell e The Stephanie Miller Show. Bloom voltou a exercer advocacia em 2010 quando fundou a Bloom Firm, uma pequena firma de advocacia de clínica geral que lida com questões familiares, civis e criminais. Ela é autorizada a exercer a advocacia em Nova Iorque e na Califórnia.
Na Bloom Firm, ela representou vários clientes notáveis, incluindo a modelo e atriz Janice Dickinson em seu caso de difamação contra o comediante Bill Cosby, bem como a modelo e atriz Mischa Barton em seu caso de vingança pornô. A modelo Blac Chyna mais tarde contratou Bloom para obter uma ordem de restrição temporária contra a socialite Rob Kardashian, com quem Chyna compartilha uma filha, Dream. Em meio a uma série de alegações de abuso sexual contra homens poderosos no entretenimento e na mídia, e após um relatório do BuzzFeed detalhando um acordo de assédio sexual pago pelo orçamento do escritório do deputado John Conyers, Bloom representou Marion Brown, que falou com o BuzzFeed por trás das câmeras e depois se apresentou publicamente, alegando assédio por parte de Conyers.

## Vida pessoal
Bloom se casou com seu atual marido, Braden Pollock, em 5 de dezembro de 2014. Pollock é o fundador do Legal Brand Marketing e agora trabalha como gerente da Bloom Firm; ele também faz parte do conselho da Epik, uma empresa de serviços online conhecida por fornecer serviços a sítios de extrema-direita. Bloom mora com o marido e um filho adotivo em Los Angeles. Bloom tem dois filhos adultos, a filha Sarah Wong Bloom e o filho Samuel "Sam/Sammy" Wong, com seu ex-marido Jim Wong, um professor da LAUSD. Vegetariana desde os dezesseis anos, Bloom é vegana desde 2009. Embora seu pai não fosse judeu, Bloom é.

## Livros
Bloom escreveu três livros, incluindo Think: Straight Talk for Women to Stay Smart in a Dumbed-Down World, de 2011, e Swagger: 10 Urgent Rules for Raising Boys in an Era of Failing Schools, Mass Joblessness, and Thug Culture, de 2012. No início de 2017, The Weinstein Company e Jay-Z anunciaram planos para adaptar o livro de Bloom, Suspicion Nation: The Inside Story of the Trayvon Martin Injustice and Why We Continue to Repeat It em 2014, em uma série de documentários em seis partes.